# Гранма (провинция)
Гра́нма (исп. Granma) — одна из провинций Кубы. Расположена в 730 км к юго-востоку от Гаваны. Административный центр — город Баямо (исп. Bayamo).

## История
Провинция получила своё название в честь яхты «Гранма», с борта которой в 1956 году на берег Кубы высадились 82 революционера во главе с Фиделем Кастро и Эрнесто Че Геварой.
На этой земле в 1819 году родился один из лидеров борьбы за независимость Кубы Карлос Мануэль де Сеспедес, в 1868 году началась десятилетняя война с испанскими колонизаторами, здесь впервые прозвучала «La Bayamesa», ставшая национальным гимном страны, и здесь же 19 мая 1895 года пал в бою национальный герой Кубы Хосе Марти.

## Демография
Провинция Гранма имеет население в 829 333 человек (2004), из которых 478 525 проживают в городских поселениях и 350 808 — в сельской местности. Процент городского населения составляет 57,7 %, в связи с чем Гранма является одной из наименее урбанизированных провинций страны.
Гранма является пятой провинцией по плотности населения — 99,9 жителей на км². Процент женского населения составляет 48,97 %. Детская смертность — одна из самых низких по стране, составляет 5,0 на каждые 1000 рождённых.

## Муниципалитеты
| №  | Муниципалитет  | Площадь, км² | Население, чел. (2004) | Плотность населения, чел./км² |
| -- | -------------- | ------------ | ---------------------- | ----------------------------- |
| 1  | Бартоломе-Масо | 629          | 53 024                 | 84,3                          |
| 2  | Баямо          | 918          | 222 118                | 241,96                        |
| 3  | Буэй-Арриба    | 452          | 31 327                 | 69,31                         |
| 4  | Кампечуэла     | 577          | 46 092                 | 79,88                         |
| 5  | Кауто-Кристо   | 550          | 21 159                 | 38,47                         |
| 6  | Гиса           | 596          | 50 923                 | 85,44                         |
| 7  | Хигуани        | 646          | 60 320                 | 93,37                         |
| 8  | Мансанильо     | 498          | 130 789                | 262,63                        |
| 9  | Медиа-Луна     | 376          | 35 330                 | 93,96                         |
| 10 | Никеро         | 582          | 41 252                 | 70,88                         |
| 11 | Пилон          | 462          | 29 751                 | 64,4                          |
| 12 | Рио-Кауто      | 1 465        | 47 833                 | 32,65                         |
| 13 | Яра            | 576          | 59 415                 | 103,15                        |
|    | всего          | 8 327        | 829 333                | 99,6                          |

## Достопримечательности
На территории провинции находится национальный парк Десембарко-дель-Гранма, объявленный ЮНЕСКО природным ландшафтом — достоянием человечества, и национальный парк Туркино.
Главный туристический район провинции — пляж Мареа-дель-Портильо на берегу Карибского моря в заливе Гуаканаябо.